# آیت اارخا
ایت اارخا (به فرانسوی: Ait Erkha) یک منطقهٔ مسکونی در مراکش است که در سوس ماسه درعه واقع شده‌است.

## خصوصیات
ایت اارخا ۵٬۸۴۲ نفر جمعیت دارد.